# Chobata concludens
Chobata concludens är en fjärilsart som beskrevs av Walker 1865. Chobata concludens ingår i släktet Chobata och familjen nattflyn. Inga underarter finns listade i Catalogue of Life.